# ピアプロキャラクターズ
ピアプロキャラクターズ（Piapro Characters）とは、クリプトン・フューチャー・メディアのバーチャルシンガーである「初音ミク」「鏡音リン」「鏡音レン」「巡音ルカ」「MEIKO」「KAITO」の総称。グループ名はこの6名が多くの「創作の連鎖（ピアプロダクション,Peer Production）」を生み出してきた事に由来している。
コンテンツについては「ピアプロキャラクターズのメディア展開」及び各キャラクターの記事を参照。本記事では「キャラクターのバリエーション」及び「キャラクターライセンス」も解説する。

## 概要
この名称は、2014年の時点でクリプトン社の関連媒体での使用が確認されていた。2015年の「piapro.net」リニューアルの際に正式発表され、クリプトン社のIP（ライセンス）ビジネスにおいて本格的に使用されるようになった。
ピアプロキャラクターズの6名のうち、初音ミク、鏡音リン・レン、巡音ルカら4名は、声優をボイスに起用する「キャラクター・ボーカル・シリーズ」として初登場した。一方で、それ以前に発売されたMEIKOとKAITOはCVシリーズには含まれず、ピアプロキャラクターズという枠組みができるまでは公式の媒体でも曖昧な呼び方でまとめられることが多かった（例：ミクさんたち）。
2024年8月30日に初の6名合同の音声合成ソフト「ピアプロキャラクターズ・スーパーパック」を発売。
バリエーション・派生キャラクターも存在しており、それらは「クリプトン（公式）のメディア展開」から創出されたものと「CGM型投稿サイトのファンメイド作品」から創出されたものに大別することが出来る。後者のファンメイド作品を起源とするケースでもクリプトン及びデザイナーとの合意の上で商用利用が行われることもあり、クリプトンが連絡窓口役も兼任しているという。

## ピアプロキャラクターズ一覧
プロフィール・並び順はポータルサイト「piapro.net」の一覧ページより。
初音ミク
ソフトのCV担当：藤田咲
年齢：16歳、身長：158cm、体重：42kg、イメージカラー：ブルーグリーン
緑色（青緑色）の大きなツインテールが特徴のポップでキュートなバーチャルシンガー。最初の製品はキャラクター・ボーカル・シリーズの第1弾として発売。
ミクの登場によって「初音ミク現象」とも呼ばれる一大ムーブメントが起こり、「ボカロ」というジャンルが築かれた他、音楽以外にも様々な分野のクリエイターに影響を及ぼし、人気は世界に拡がっている。
「電子の歌姫」「公主殿下」という非公式の二つ名・愛称で呼ばれることもある。
鏡音リン・レン
ソフトのCV担当：下田麻美、年齢：14歳（共通）
パワフルでチャーミングなツインボーカル。最初の製品はキャラクター・ボーカル・シリーズの第2弾として発売。
一見すると双子に見えるが公式設定ではなく、ファンの自由な解釈に任せられている。
　鏡音リン
身長：152cm、体重：43kg、イメージカラー：オレンジ
大きなリボンとブロンドボブヘアが特徴的な女の子のバーチャルシンガー。
　鏡音レン
身長：156cm、体重：47kg、イメージカラー：イエロー
後ろで短く結んだブロンドヘアが特徴的な男の子のバーチャルシンガー。
巡音ルカ
ソフトのCV担当：浅川悠
年齢：20歳、身長：162cm、体重：45kg、イメージカラー：ピンク
ピンクのロングヘアを特徴に持つバイリンガルな女性バーチャルシンガー。最初の製品はキャラクター・ボーカル・シリーズの第3弾として発売。
グラマラスな外見と年齢設定からミク達の姉的な存在に見られることも多いが、登場(発売)順で言えば末っ子である。
MEIKO
ソフトのCV担当：拝郷メイコ、イメージカラー：レッド
栗色のショートボブ、赤いショート丈のトップス、ミニスカートが特徴的な女性バーチャルシンガー。
世界初の日本語対応バーチャルシンガーソフトウェアのキャラクターで、同種のソフトで“パッケージにキャラクターを起用する”という試みを初めて行ったパイオニア。
現時点で年齢設定はないが、ユーザー主導の非公式設定によりミク達の先輩/姉的な存在として見られている。
KAITO
ソフトのCV担当：風雅なおと、イメージカラー：ブルー
若干外ハネしたダークブルーの髪、青いロングマフラーの衣装が特徴的な男性バーチャルシンガー。
男性歌唱の日本語ボーカル音源として、世界ではじめて日本語に対応した。
ユーザー主導の非公式設定ではミク達の兄的な存在に位置づけられることもある。

## バリエーション・派生キャラクター

### クリプトン公式の商用バリエーション
本節ではクリプトン公式の商用展開から生まれた派生キャラクターを紹介する。
雪ミク
当該記事を参照。クリプトン本社がある北海道および冬期仕様のミク。2010年に北海道の応援キャラクターとして登場した。
桜ミク
当該記事を参照。春・桜をイメージしたピンク色の髪と衣装が特徴のミク。2019年3月7日、「弘前さくらまつり」の公式応援キャラクターに就任。
レーシングミク（初音ミク レーシングver）
「初音ミク GTプロジェクト」で設定されたSUPER GT仕様。クリプトン社の登録商標。雪ミクやマジカルミライと同じくシーズンごとにデザインが変わり、マシンやピット、レースクイーン（レーシングミクサポーターズ）にもそのデザインが反映される。レーシングミクはGT参入当初から存在していたわけではなく、2010年にチーム運営がStudieからグッドスマイルレーシングに変わったことを機に設定されたバリエーションである。
モジュール / コスチューム
モジュールとは、「初音ミク -Project DIVA-」シリーズにおけるピアプロキャラクターズ6人を基幹とする3Dモデルである。
基本となるパッケージイラストの姿の他、楽曲のイメージに合わせてデザインされた多種多様な3Dモデルが設定されており、中にはミクの特徴である青緑色のツインテールを大胆に変更したモジュールも存在する。先述したようにデザインはピアプロで公募した物が数多く採用されているが、それ以外にも雪ミクや桜ミク、レーシングミク、マジカルミライVerのような他の商業企画のデザインや、一部のファンメイドの派生キャラクターもモジュールとして登場する。
後発の「初音ミク and Future Stars Project mirai」にもDIVAの設計思想が活用されているが、こちらはモデルが「ねんどろいど」準拠（デフォルメされた3Dモデル）に変更されており、カテゴリ名称もモジュールではなく「コスチューム」となっている。
ミクダヨー（初音ミクの着ぐるみ1号）
ミクの派生キャラクター。クリプトン、セガ、グッドスマイルカンパニーの共同登録商標。
元々はゲーム「初音ミク Project mirai」の販促活動用に製作された「初音ミクの着ぐるみ1号」という名の着ぐるみだったが、後に「ミクダヨー」というネット発の愛称が正式名称となった。
威圧感に溢れる（あまりにもインパクトが強い）外見が特徴で、パンパンに膨らんだ顔と身体、どこを見ているのか分からない瞳などが絶妙に「コレジャナイ感」を醸し出している。動作については「フリーダム（自由奔放）」な印象を与えるとされる。
バリエーションとして「桜ミクダヨー」「雪ミクダヨー」「魔女ダヨー」も存在する。
また、ミクダヨーに続くリアルタイプの初音ミクの着ぐるみ2号も製作されており、2012年8月29日にセガのProject DIVA f 発売直前に開かれたイベント「夏の終わりの39祭り」で初披露された。こちらは差別化のため「ミクナノー」とも呼ばれる。クリプトンも初音ミク公式ブログで存在に言及しているが、ミクダヨーと異なり商標登録や商品の展開までには至っていない（2024年時点）。
フェイ・イェンHD / モジュール「フェイ・イェン スタイル」
『電脳戦機バーチャロン』とのコラボで誕生したフェイ・イェンのバリエーション機（型式番号：VR-014/HD）。ミクのデザインが反映されており、声優も藤田咲が務める。HDは「ハート・オブ・ディーヴァ」と読む。
設定上はファイユーヴが電脳虚数空間にてミクと出会ったことで感化、その魂と融合して誕生した形態。『電脳戦機バーチャロン masterpiece』の設定では「異世界を渡り歩く間に偶然見いだした電次元の歌姫の姿をまとい（彼女は自らの化身をHDと称した）」との言及があり、ミクが正史上でファイユーヴに影響を及ぼしたことが示唆されている。
逆にミクがフェイ・イェンのパーツを纏った姿も設定されている。これは『初音ミク -Project DIVA- extend』でミクのモジュール「フェイ・イェン スタイル」として登場した。
発音ミク
アニメ『新幹線変形ロボ シンカリオン』に登場する初音ミクの公式派生キャラクターの一人。
セカイのミクたち
ゲーム「プロジェクトセカイ カラフルステージ！ feat. 初音ミク」における5つの「セカイ」に存在するピアプロキャラクターズ。作中では5つの主要ユニットのメンバーの“想い”によって作られた「教室のセカイ」「ワンダーランドのセカイ」「ステージのセカイ」「ストリートのセカイ」「誰もいないセカイ」のピアプロキャラクターズが登場する。
『劇場版プロジェクトセカイ 壊れたセカイと歌えないミク』では「閉ざされた窓のセカイの初音ミク」が登場。
初音ミク if / 鏡音リン・レン if / 巡音ルカ if
初期案を元にして公式イベント「初音ミク・クロニクル」用に描き起こされたifの姿。正式採用案と初期案の大きな違いは、初音ミクの髪型がポニーテール、鏡音レンの髪型がショートボブという点である。「if」では共通でチェック柄を入れる、ヘッドホンの形を揃える、模様をライン状にする等の変更が加えられている。
18タイプの初音ミクと相棒ポケモン
株式会社ポケモンとの公式コラボプロジェクト「ポケモン feat. 初音ミク Project VOLTAGE 18 Type/Songs」における、ポケモンの18タイプに準じた姿を持つミクとその相棒ポケモン達。

### ファンによって作られた派生キャラクター
本節ではUGC（非公式のファンメイド作品）から誕生した「商業利用が行われているクリプトン公認の派生キャラクター」を挙げる。
はちゅねミク
初音ミクの流行のきっかけとなった動画『VOCALOID2 初音ミクに「Ievan Polkka」を歌わせてみた』で広まった、2.5頭身のSDキャラクター。ただし公式扱いではなく、KEIによる公式のデフォルメイラストも別に存在する。登場当初は初音ミクのデフォルメされた姿として認識されていたが、やがて独立したキャラクターとみなされるようになった。服装はオリジナルとほぼ同じだが、顔立ちは大きく異なり、ぐるぐるほっぺなどの特徴がある。Otomaniaが初音ミクで作成したIevan Polkkaの歌声をたまごに聞かせたところ、即座に作成されたという。この動画ではちゅねミクがネギを持っていたことから、ネギが初音ミクの定番アイテムとして定着することにもなった（初音ミク#初音ミクとネギを参照）。
いち早く商用利用が行われたCGM発の派生キャラであり、2007年11月にはPS3ソフト『まいにちいっしょ』のトロ・ステーションにゲスト出演し、その後月刊コンプエース2008年2月号にて生みの親であるおんたま（otomaniaとたまごの共有筆名）により、主役タイトル『はちゅねミクの日常 ろいぱら!』の連載が開始。その後も散発的ながらメディアミックスが展開された。
亞北ネル（あきた ネル）
初音ミクの派生キャラクターの一人で、2007年10月に発生した初音ミクの『アッコにおまかせ!』内での特集と画像検索を巡る騒動の影響を受け、創作されたキャラクター。この時、いわゆる祭り状態となっていた掲示板サイト上で騒ぎを沈静化させようとするコメントを繰り返す人物が見られ、その人物をモチーフに美少女化された。「亞北ネル」という名前はそのユーザが頻繁に使用していた「飽きたから寝る」という捨て台詞が元となっている。「亜北」と新字体を用いるのは誤り。キャラクターをデザインしたのはスミス・ヒオカ、最初のイラストは2007年11月1日に「カキコロイド・亞北ネル」として公開された。初音ミクをよく思わないと考える一部の巨大企業が、小さな下請け企業に祭りの沈静化を依頼し、時給700円で書き込みの代行・印象操作を行う、所謂アルバイト少女とされる。タトゥーは「DEN2」となっている。炎上を防いでいることから「防火ロイド」とも呼ばれ、初音ミクより1つ年上で、金髪のサイドテールに初音ミクに似たコスチュームを着用。性格面では、いわゆるツンデレキャラクターとしてファンに受け入れられている。
弱音ハク（よわね ハク）
初音ミクの派生キャラクターの一人で、初音ミクを購入したはいいが使いこなせないユーザーの心象を擬人化したキャラクター。元々はネット上でそうした「弱音を吐く」ユーザー達のことを「弱音ハク」と呼ぶジョークが流行しており、それを元にCAFFEINというハンドルネームの同人作家がイラスト化し誕生した。最初のイラストは2007年11月21日にCAFFEINのホームページにて公開され、その後ニコニコ動画へ持ち込まれて普及した。後ろに束ねた白髪（銀髪ではない）に赤い瞳、グラマーな女性で酒飲み、弱音や自虐的な発言を繰り返すのが特徴。「VOYAKILOID（ボヤキロイド）」という呼び方もされる。左腕にあるタトゥーは「DTM」が入っている。
なお、派生キャラクターや、その周辺のキャラクター文化で創作されるキャラクターでは、初音ミクをはじめとするCVシリーズの命名法則に倣い、「○○音××」といったような名前をつけられることが多いが、弱音ハクはそうした方向性が広がるきっかけとなったとされる。
シテヤンヨ
初音ミクのツインテールを足に見立てた頭部と足のみのキャラクター。リューセイが「ミックミクニシテヤンヨ」というタイトルで発表したイラストから生まれたもので、それが人気を集め「シテヤンヨ」という名前のキャラクターとして定着した。
骸音 シーエ（かるね シーエ）
Deinoが発案した機械型オリジナルキャラクター「シーエ」と初音ミクから派生し、それらを土台にデザインされた二次創作キャラクター。骸音シーエのキャラクターの商用利用としては、小説『囚人と紙飛行機 裏方アンチノミー』に骸音シーエをモデルにしたシーエ・カルラが登場する。2014年春にユニオンクリエイティブインターナショナルからフィギュアが発売。
たこルカ
巡音ルカの頭部だけをデフォルメし、髪の毛をタコの脚に見立てたキャラクター。キャラクターをデザインしたのは三月八日（ハンドルネーム）で、ピアプロやpixivに投稿されたたこルカのイラストを発端にこのイラストを使って動画投稿サイトに投稿された「巡音ルカ と 英語でおしゃべり!」や、3Dモデル化して動かした「たこルカぽっぴっぽー」などのたこルカの登場する動画が人気を集めたことで人気キャラクターとなった。
トエト
トラボルタにより2009年2月17日にニコニコ動画にて発表された動画「【巡音ルカ】 トエト 【オリジナル曲】」から生まれたキャラクター。この動画の巡音ルカを用いた曲はいざと言うときに勇気の出せない片想いの気持ちを表現したもので、猫の帽子をかぶったピンクの髪のキャラクターが登場する絵本のような映像の出来もあいまって人気を博し、この映像中に登場したキャラクターが作品タイトルから「トエト」という名前のキャラクターとして人気を集めるようになった。猫の帽子をかぶっているのは楽曲の歌詞にある「猫かぶり」からきている。
咲音メイコ（さきね メイコ）
日本語用では初めてのVOCALOID製品である、MEIKOをモチーフとして創作されたキャラクター。斜め上Pが音楽を担当し、daigomanがイラストを描いて、パラメーターの操作により従来のMEIKOより幼く加工された歌声と、CVシリーズを意識したデザインで、「16歳当時、アイドルとしてデビューしたころのMEIKO」として創作された。

### その他・公認作品のキャラクター
- 漫画『はちゅねミクの日常 ろいぱら!』に登場する、ピアプロキャラクターズをモデルにしたキャラクターについては、はちゅねミクの日常 ろいぱら!#登場人物を参照。
- 動画作品『護法少女ソワカちゃん』に登場する、初音ミクをモデルにしたキャラクターについては、護法少女ソワカちゃんを参照。
- 「悪ノ娘」シリーズに登場する、ピアプロキャラクターズをモデルにしたキャラクターについては、悪ノ娘#主な登場人物を参照。
- 漫画『ちびミクさん』に登場する、ピアプロキャラクターズをモデルにしたキャラクターについては、ちびミクさん#登場人物を参照。
- 小説『桜ノ雨』に登場する、ピアプロキャラクターズをモデルにしたキャラクターについては、桜ノ雨#登場人物を参照。
- 小説、漫画『囚人と紙飛行機』に登場する、ピアプロキャラクターズをモデルにしたキャラクターについては、囚人と紙飛行機#主な登場人物を参照。

## キャラクターの利用

### 初音ミクの大ヒット - ガイドラインの発行
クリプトンは自社の所有するキャラクター（IP）について不特定多数のクリエイターのために汎用の利用許諾契約やガイドラインを用意し、一定の範囲でユーザーによる利用を認めている。しかし、当初よりこのような体制がとられていたわけではなかった。
クリプトンは初音ミク発売前に「MEIKO」を使用した動画がニコニコ動画に投稿され一定の人気を集めているのを確認していたことから「初音ミク」を使用した動画がニコニコ動画に投稿されること自体は予測しており、動画の背景に使えるようにと発売に合わせて初音ミクの公式イラスト3枚をホームページで公開しユーザーが自由に使えるようにしていた。しかし予想外の大ヒットとなってキャラクターとしての人気が生じたことで音楽作品だけでなくキャラクターのイラストやアニメーション、3Dモデルといった作品もファンの手で作成されるようになり、CVシリーズのキャラクターはいわゆる二次創作の素材として広く活用されるものとなった。クリプトンは音を専門に扱ってきた会社であり、音楽以外の作品が作成されるのは全く予想していなかったとしている。
元々製品パッケージ使用許諾契約書では公序良俗に反する歌詞を含む場合などの例外を除き商用・非商用問わず製品の合成音声を利用・公開することは許諾されており、またキャラクターの名称の利用についても商用利用を行う場合には許諾が必要と定めていた。しかしキャラクター画像の使用については定められておらず初音ミク発売から3ヶ月ほどは二次創作作品をネットに公開するといった行為に対しては黙認状態となっていた。
そうした状況を解消するため、クリプトンは2007年12月、キャラクター画像の利用に対するガイドラインを公開し、これによってキャラクター画像をモチーフにした二次創作画像についても非営利目的で公序良俗に反しなければ利用を制限していないことが明示された。

### ピアプロの創設 - ピアプロキャラクターライセンスへの発展
クリプトンは上記ガイドライン公開と同時にCGM型投稿サイト「ピアプロ」を開設し、権利者であるクリプトン自らがユーザーの手による二次創作を積極的に支援するという体制の整備を進めた。このサイトは企業とユーザー投稿作品のコラボ支援（公募）などにも活用され、セガのゲーム「初音ミク -Project DIVA-」のモジュールや「雪ミク（2012年以降）」などにユーザーの投稿作品を採用するという様式が確立されている。
2009年6月4日にはクリエイターと正規の利用許諾契約を行うための「ピアプロ・キャラクター・ライセンス（PCL）」を制定しキャラクター利用のガイドラインを改定、キャラクターを用いた創作物の非営利目的での利用について許諾することが明示される形となった。またPCLやガイドラインではキャラクターの対価を徴収するような形での利用は認められていないが、個人や同人サークルによる非営利、有償の二次創作作品の頒布の実情やニーズに対応するため非営利、有償の利用について複雑な手続きや内部審査無しで利用申請を行える「ピアプロリンク」という仕組みも提供されている。
その後、日本だけでなく国外でも人気が高まっていったが、PCLは日本の国内法に準拠し日本語で記述されたものであるため、2012年12月、公式のキャラクター画像について国際的に実績のあるクリエイティブ・コモンズ・ライセンス（CCL）のCC BY-NC 3.0（表示 - 非営利 3.0）でのライセンスが行われ、PCLだけでなくCCLでの利用も可能になっている。